# Karl von Hegel
Karl Ritter von Hegel (Núremberg, 7 de junio de 1813-Erlangen, 5 de diciembre de 1901) fue un historiador alemán. Durante su vida fue un historiador muy conocido y muy reputado que recibió muchos premios y honores, porque fue uno de los principales historiadores urbanos en la segunda mitad del siglo XIX.

## Vida y trabajo
Karl Hegel fue el hijo del filósofo Georg Wilhelm Friedrich Hegel. Su padre murió en 1831, cuando Karl Hegel tenía 18 años. La propia carrera de Hegel sufrió bajo la fama de su padre. Su madre, Marie Helena Susanna von Tucher (1791-1855) procedía de una larga familia de nobles de Núremberg. En Núremberg, Hegel pasó sus primeros tres años. La familia se trasladó a Heidelberg en 1816, donde su padre se convirtió en profesor de Filosofía. En 1818, se trasladaron de nuevo, esta vez a Berlín. Karl Hegel estudió en Berlín y en Heidelberg. Uno de sus profesores académicos fue Leopold von Ranke. En 1837, obtuvo un doctorado en Berlín (su tesis doctoral fue sobre Alejandro Magno. De 1838 a 1839, Fue a Italia y realizó muchas investigaciones históricas. De vuelta a Berlín, trabajó durante un corto tiempo como profesor de escuela secundaria. De 1841 a 1856, fue profesor de Historia y Política en la Universidad de Rostock. En 1847, publicó dos volúmenes de la Historia de la Constitución Urbana de Italia desde la época del Imperio Romano hasta el final del siglo XII. A partir de entonces fue un conocido historiador del siglo XIX. Las universidades de Leipzig, Kiel, Múnich, Greifswald y Erlangen le ofrecieron una cátedra.  En 1850, él era como representante elegido del parlamento de Erfurt. En el mismo año, se casó con su prima Susanna Tucher. En 1856, la universidad de Erlangen lo designó a la silla de enseñanza nuevamente creada en historia. En 1870, Karl Hegel fue vicerrector de la universidad de Erlangen.
De 1862 a 1899, 27 volúmenes de la edición "Die Chroniken der deutschen Städte" aparecieron bajo su dirección y fueron publicados por Karl Hegel para la Comisión Histórica de la Academia Bávara de Ciencias y Humanidades en Múnich. Hegel editó seis volúmenes de crónicas (Núremberg, Estrasburgo y Mainz) en muchas partes por su cuenta. Con Hegel como director de departamento, la edición de las crónicas fue uno de los proyectos más exitosos de la Comisión Histórica de Múnich en la Royal Academy, que aún era joven durante la vida de Hegel. Sus empleados eran historiadores designados, especialistas en estudios alemanes y juristas como Karl Lamprecht, Georg von Below, Matthias Lexer o Ferdinand Frensdorff.
Hegel publicó hasta que era muy viejo. En la década de 1870, participó en la controversia sobre la autenticidad de la crónica florentina de Dino Compagni. Paul Scheffer-Boichorst era su antagonista. Hegel defendía la autenticidad de esta Crónica y tenía razón. Más tarde, en 1891, publicó Ciudades y gremios de los pueblos germánicos en la Edad Media. Esta representación era un trabajo estándar con buenas revisiones internacionales y reputación (por ejemplo: Friedrich Keutgen: Städte und Gilden der Germanischen Völker im Mittelalter.) En: The English Historical Review 8 (1893), pág. 120-127. ). En 1898, apareció su última monografía, El origen de la vida de la ciudad alemana.
En 1875, se convirtió en miembro de la Dirección Central de Monumenta Germaniae Historica. También fue miembro de las Academias de Múnich, Göttingen, Berlín y Viena. La universidad de Halle-Wittenberg le dio un doctorado honorario. En 1872, recibió el "Michaelsorden" y en 1876, la "Medalla de Baviera Maximiliano para la Ciencia y el Arte", en 1889, se ganó la Cruz de Caballero de la Royal Bavarian Medal of Merit. En 1891, fue admitido en la Matricula del Reino de Baviera y en 1893, fue nombrado Royal Privy Council. Ya en 1884, el "Conversaciones-Léxico" lo describió como un "conocido profesor de historia".
En 1900, publicó sus memorias. En 1901, el decano de la facultad filosófica de la universidad de Erlangen Richard Fester  lo honró en su elogio fúnebre sobre Karl Hegel como "Städtehegel". Su propiedad científica se encuentra en gran parte en el Departamento de manuscritos de la Biblioteca de la Universidad de Erlangen-Núremberg. Karl Hegel permaneció a la sombra de su padre y se metió en el olvido en la ciencia de la historia. Su trabajo científico puede ser descrito por la fórmula "fama sin fama póstuma".
En el centenario de su muerte, la Cátedra Erlangen de Historia Moderna organizó junto con la Biblioteca de la Universidad de Erlangen la exposición Karl Hegel - historiador en el siglo XIX del 20 de noviembre al 16 de diciembre de 2001. Las Conferencias Karl Hegel Memorial han tenido lugar desde 2007. Así, El actual Departamento mantiene en memoria al fundador del Instituto Histórico de la Universidad Friedrich-Alexander. El Departamento de Historia de la Universidad de Erlangen-Núremberg está investigando la vida de Karl Hegel en varios estudios Helmut Neuhaus. En 2012, Marion Kreis publicó su libro sobre la significación historiográfica de Karl Hegel y termina con este "estudio meritorio" este desideratum.

### Escrituras seleccionadas
Una lista de publicaciones se puede encontrar en Marion Kreis, Karl Hegel. Importancia científica histórica e historia de la ubicación de la ciencia. Göttingen 2012, pág. 354-359.
- Geschichte der Städteverfassung von Italien seit der Zeit der Römischen Herrschaft bis zum Ausgang des zwölften Jahrhunderts (Leipzig 1847, Neudruck 1964, 2 Bände)
- Verfassungsgeschichte de Cöln en Mittelalter (Leipzig 1877) y von Mainz (1882).
- Geschichte der mecklenburgischen Landstände bis zum Jahr 1555 (Rostock, 1856)
- Die Ordnungen der Gerechtigkeit in der Florentinischen Republik (Erlangen 1867)
- Die Chronik des Dino Compagni. Versuch einer Rettung (Leipzig 1875) und
- Über den historischen Werth der älteren Comentario de Dante con e. Anh. Zur Dino-Frage (Leipzig 1878).
- Städte und Gilden der germanischen Völker im Mittelalter, 2 vol.[11]
  - V.1: Inglaterra, Dinamarca, Suecia, Noruega
  - V.2: Francia, Países Bajos, Alemania
- Die Entstehung des Deutschen Städtewesens (Leipzig 1898)
- Karl Hegels Gedenkbuch. Lebenschronik eines Gelehrten des 19. Jahrhunders, hg. Von Helmut Neuhaus, Böhlau Verlag, (Köln ua 2013), ISBN 978-3-412-21044-1

## Edición
- Helmut Neuhaus: Die Brautbriefe Karl Hegels an Susanna Maria von Tucher. Aus der Verlobungszeit des Rostocker Geschichtsprofessors und der Nürnberger Patriziertochter 1849/50 (= Archiv für Kulturgeschichte. Beihefte. Heft 87). Böhlau, Köln u. a. 2018, ISBN 978-3-412-51128-9.
- Helmut Neuhaus: Die Brautbriefe Susanna Maria von Tuchers an Karl Hegel. Aus der Familiengeschichte der Nürnberger Patrizierfamilie Tucher von Simmelsdorf 1849/50 (= Archiv für Kulturgeschichte. Beihefte. Heft 97). Böhlau Verlag,  Wien/Köln 2022, ISBN 978-3-412-52481-4.

## Lectura adicional
- Niklot Klüßendorf: Art. „Hegel“ In: Biographisches Lexikon für Mecklenburg, hrsg. von Sabine Pettke (= Veröffentlichungen der Historischen Kommission für Mecklenburg. Reihe A), Bd. 2, Rostock 1999, ISBN 3-7950-3711-5, S. 120–126.
- Helmut Neuhaus (Hrsg.): Karl Hegel - Historiker im 19. Jahrhundert. Unter Mitarbeit von Katja Dotzler, Christoph Hübner, Thomas Joswiak, Marion Kreis, Bruno Kuntke, Jörg Sandreuther und Christian Schöffel (= Erlanger Studien zur Geschichte. Band 7). Palm und Enke, Erlangen u.a. 2001, ISBN 3-7896-0660-X.
- Helmut Neuhaus: Im Schatten des Vaters. Der Historiker Karl Hegel (1813–1901) und die Geschichtswissenschaft im 19. Jahrhundert. In: Historische Zeitschrift, Bd. 286 (2008), S. 63–89.
- Helmut Neuhaus: Karl Hegel und Erlangen. Neuhaus, Helmut. In: Jahrbuch für fränkische Landesforschung Bd. 62 (2002) S. 259–278.
- Helmut Neuhaus: Karl Hegel (1813–1901) – Ein (fast) vergessener Historiker des 19. Jahrhunderts. In: Armin Kohnle und Frank Engehausen: Zwischen Wissenschaft und Politik. Studien zur deutschen Universitätsgeschichte. Festschrift für Eike Wolgast zum 65. Geburtstag. Steiner, Stuttgart 2001, ISBN 3-515-07546-1, S. 309–328.
- Helmut Neuhaus: Das "Gedenkbuch" Karl Hegels., in: Erlanger Editionen. Grundlagenforschung durch Quelleneditionen: Berichte und Studien, hg. von dems. (= Erlanger Studien zur Geschichte. Band 8). Palm und Enke, Erlangen u. a. 2009, ISBN 978-3-7896-0686-1, S. 427-440.
- Helmut Neuhaus: Im Schatten des Vaters. Der Historiker Karl Hegel (1813–1901) und die Geschichtswissenschaft im 19. Jahrhundert. In: Historische Zeitschrift, Bd. 286 (2008), S. 63–89.
- Helmut Neuhaus: Karl Hegel in Mecklenburg von 1841 bis 1856. In: Mecklenburgische Jahrbücher, 135. Jahrgang (2020), S. 221-246.
- Marion Kreis: Karl Hegel. Geschichtswissenschaftliche Bedeutung und wissenschaftsgeschichtlicher Standort (= Schriftenreihe der Historischen Kommission bei der Bayerischen Akademie der Wissenschaften. Bd. 84). Vandenhoeck & Ruprecht, Göttingen u.a. 2012, ISBN 978-3-525-36077-4. (E-Book)
- Marion Kreis: Karl Hegels editorische Praxis im Spiegel seiner Korrespondenz seit den 1850er Jahren, in: Berg, M./Neuhaus, H. (Hrsg.), Briefkultur(en) in der deutschen Geschichtswissenschaft zwischen dem 19. und 21. Jahrhundert. Geschichtswissenschaftliche Bedeutung und wissenschaftsgeschichtlicher Standort (= Schriftenreihe der Historischen Kommission bei der Bayerischen Akademie der Wissenschaften. Bd. 106). Vandenhoeck & Ruprecht, Göttingen 2021, ISBN 978-3-525-37095-7, S. 335-349.